# Riders on the Storm
Riders on the Storm – ballada rockowa amerykańskiego zespołu The Doors, wydana jako singiel, pochodzi z albumu L.A. Woman. Ostatni utwór został nagrany przed śmiercią wokalisty Jima Morrisona, i wydany tuż przed jego śmiercią w 1971 roku. Nad całością nagrania czuwał inżynier dźwięku Bruce Botnick. Dotychczasowy producent formacji, Paul A. Rothchild zrezygnował ze współpracy nazywając cały album, z którego pochodzi kompozycja – „muzyką z baru”. Internetowy serwis informacyjny Ultimate Classic Rock należący do Townsquare Media umieścił utwór na 7. miejscu listy „10. najlepszych piosenek dnia deszczowego”. Według portalu Rate Your Music, utwór ten reprezentuje nurty rocka psychodelicznego, acid rocka, blues-rocka, jazz-rocka.

## Geneza utworu
Według miejskiej legendy inspiracją Morrisona do napisania tekstu do piosenki był francuski poeta nurtu surrealistycznego lat 30., Louis Aragon autor wiersza Chevaliers de l’Ouragan (lit. „Jeźdźcy Huraganu”). Fragmenty piosenki wielokrotnie pojawiły się w innych wierszach wokalisty, np. Hitchhiker (dosł. „Autostopowicz”).
Utwór powstał w wyniku jam session, podczas której muzycy wykonywali piosenkę Stana Jonesa „Ghost Riders in the Sky”. Część tekstu została zaczerpnięta ze scenariusza Morrisona „The Hitchhiker”, opowieści o seryjnym mordercy. Utwór kończy się dźwiękami powoli zanikającej burzy.
Wersja radiowa Riders on the Storm została skrócona o fragment solowej części zagranej przez klawiszowca Raya Manzarka.

## Inne wersje
„Riders on the Storm” był wielokrotnie nagrywany i remiksowany. W roku 1999 amerykańska grupa rockowa Creed zagrała utwór podczas festiwalu Woodstock. Ta sama wersja znalazła się również na tribute albumie Stoned Immaculate: The Music of the Doors, nagranego przez różnych artystów.
W 2001 roku Nils Landgren nagrał funkową wersję piosenki. Zremiksowany utwór z wokalem Snoop Dogga znalazł się na ścieżce dźwiękowej do gry Need for Speed: Underground 2.
Na płycie bonusowej limitowanej edycji kompilacji The Best of The Doors (2000) znalazły się remiksy DJ-a George’a Evelyna, duńskiego producenta i muzyka Ibizarre, SpaceBats oraz Baez & Cornell.
Utwór został umieszczony także na płycie Voo Voo Zespół gitar elektrycznych, był także wykonywany przez ten zespół na koncercie Letnia zadyma w środku zimy, zagranym w warszawskim klubie Stodoła.

## Inne znaczenia
„Riders on the Storm” to również autobiograficzna książka autorstwa Johna Densmorea, oraz nazwa tribute bandu założonego przez Manzarka i Robbyego Kriegera (pierwotna nazwa – przed interwencją Densmore’a – brzmiała Doors of the 21st Century).